# アレクサンドル・セローフ

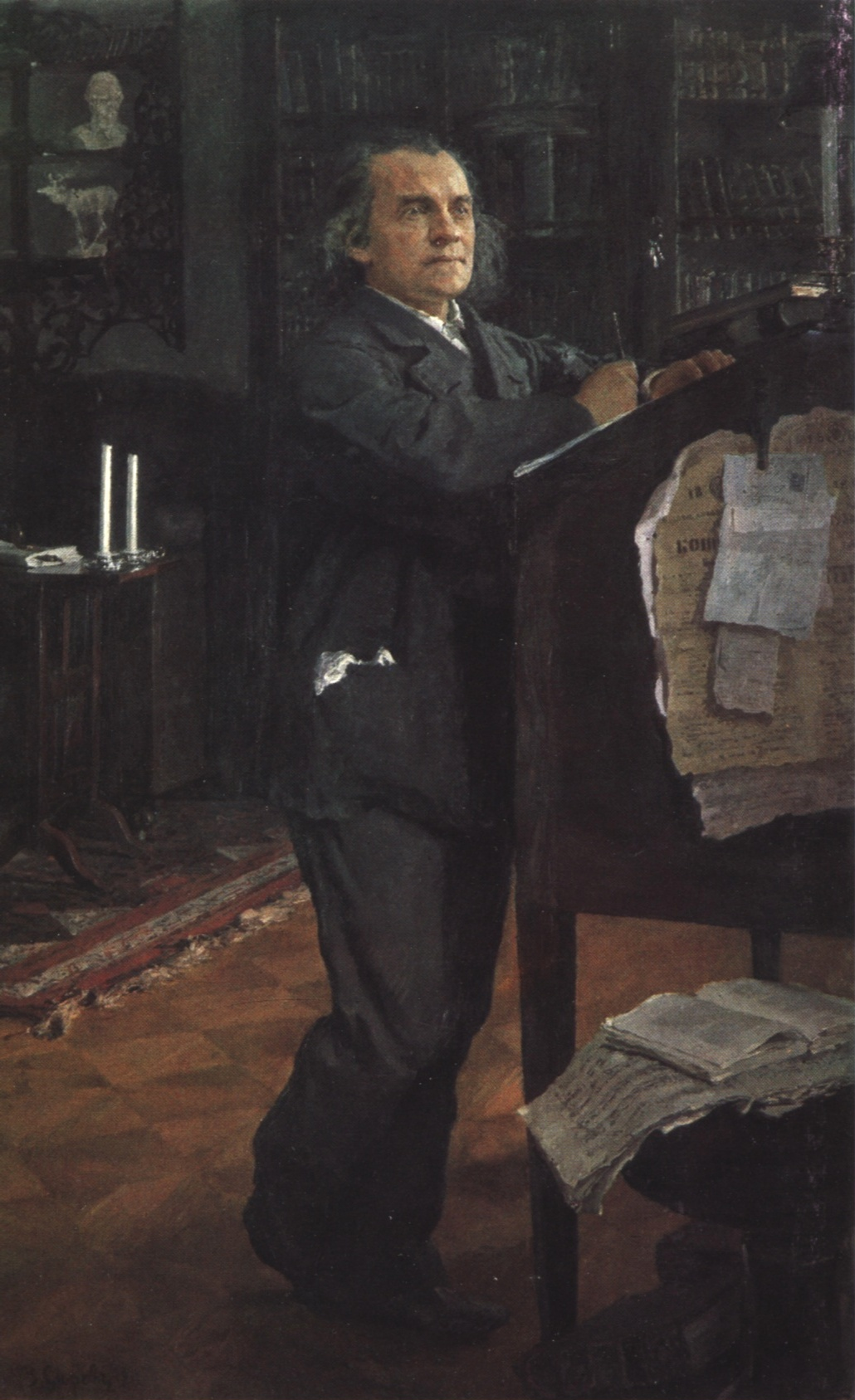
アレクサンドル・セローフ（ヴァレンティン・セローフ画）

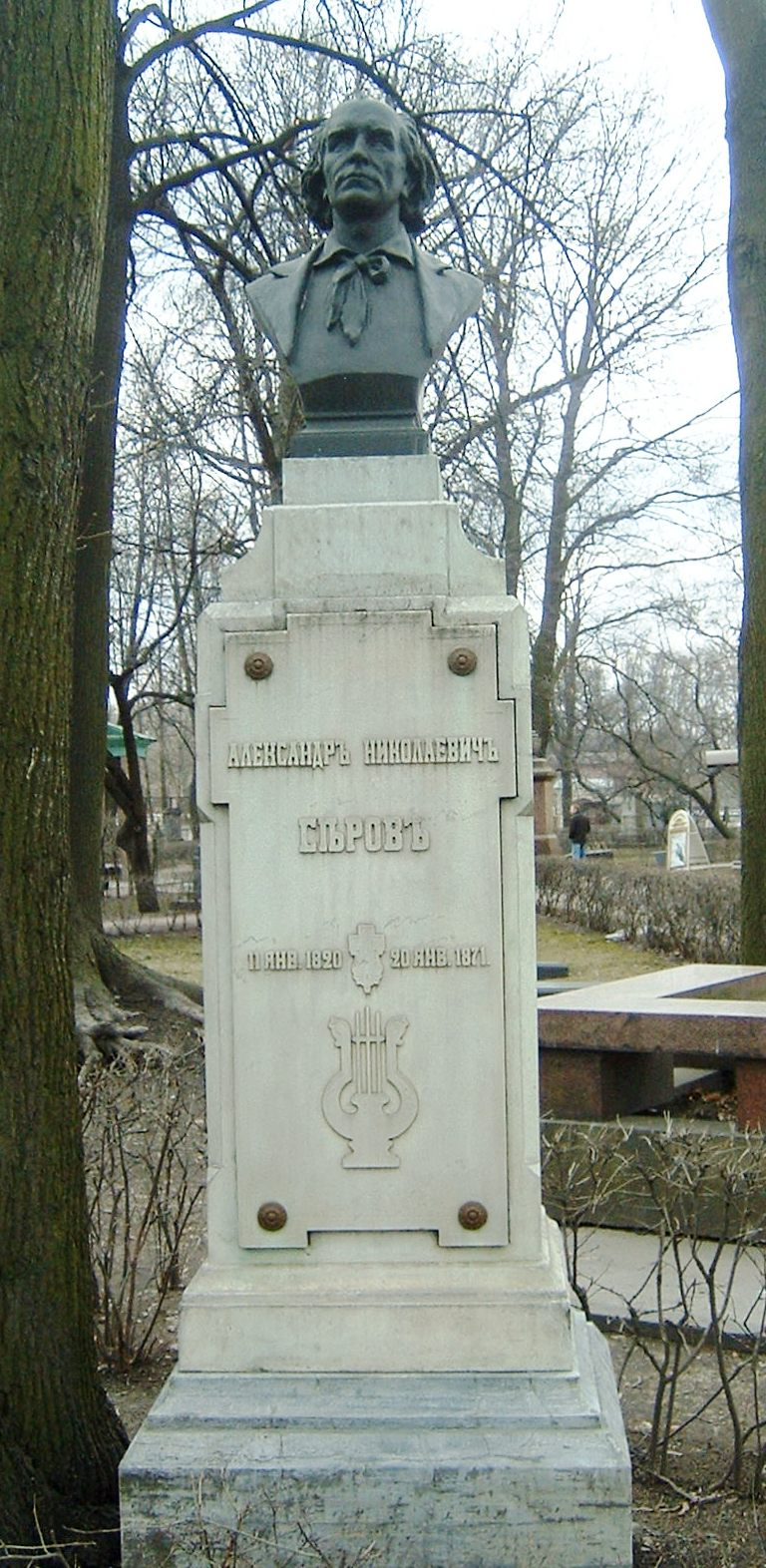
アレクサンドル・ネフスキー大修道院内チーフヴィン墓地にあるセローフの墓（サンクトペテルブルク）

アレクサンドル・ニコライェヴィチ・セローフ（Алекса́ндр Никола́евич Серо́в, 1820年1月23日 - 1871年2月1日）はロシアの作曲家、音楽評論家。批評活動のほかにオペラを作曲し、主な作品として『ユディト』（1863年初演）、『ログネーダ』（1865年初演）、『悪魔の力』（1871年初演）がある。画家のヴァレンティン・セローフは息子である。
サンクトペテルブルクの法律学校で学ぶ。卒業後は法務省の検事として勤務するかたわら音楽批評を始め、1851年に官職を辞して音楽の道に専念する。ロシア大公妃エレナ・パヴロヴナの支援を得て、サンクトペテルブルク音楽界の重鎮として活動した。
作曲家としても、1861年から1865年にかけて二つのオペラ『ユディト』および『ログネーダ』の上演を成功させ、名声を獲得した。
後述するように、セローフの評論活動はロシア国内で多くの敵を作り、その結果、彼自身の作品も常に辛辣な批判にさらされることになった。モデスト・ムソルグスキーは風刺歌曲『ラヨーク』（1870年）において、セローフを名指しし、西欧の作曲家への盲従姿勢を揶揄している。とはいえ、ピョートル・チャイコフスキーやニコライ・リムスキー＝コルサコフのように、セローフの音楽的着想から多くを学んだ作曲家もいた。

## ルビンシテイン、バラキレフらとの関係
1860年代以降、ロシア音楽界の潮流がアントン・ルビンシテインをはじめとする「西欧派」とミリイ・バラキレフら「ロシア国民楽派」に二分されるなかで、セローフは「第三の陣営」といえる立場であった。
セローフはルビンシテインに対して、指揮者としての経験に欠け、作曲家と見なし得ないと批判した。また、ルビンシテインが設立したロシア音楽協会(RMO)のレパートリーを「ドイツ的で、保守的で、流行遅れ」と呼び、同じくサンクトペテルブルク音楽院に対しては、音楽院は外国人のペテン師を援助しており、アカデミックな訓練からは偉大な芸術は生まれないと主張した。
こうしたセローフのルビンシテインへの敵対心には、ルビンシテインがロシア音楽のディレッタンティズム（アマチュア）の風潮を批判しており、それをセローフが自分に向けられたもののように感じていたことがある。また、ロシア音楽協会の委員会や音楽院の教授にセローフが招かれなかったことへのわだかまりや、バラキレフ同様の排外的な反ユダヤ・反ドイツ的悪意も含まれていた。
1863年にリヒャルト・ワーグナーがサンクトペテルブルクを訪れたとき、セローフがルビンシテインをあまりにも険しく攻撃するのに面食らった。このとき、セローフはワーグナーに「私は彼が嫌いで、どんな譲歩もできないのです。」と答えたという。
一方、バラキレフに対しては、セローフは当初熱狂的に支持していたが、バラキレフのグループを支援する評論家ウラディーミル・スターソフとの反目や、セローフ自身のワーグナーへの傾倒からバラキレフから離れていった。セローフとスターソフは法律学校で出会って以来の友人であり、親交を通じて音楽への理解を深め合った仲だったが、ミハイル・グリンカの二つのオペラ『皇帝に捧げた命』と『ルスランとリュドミラ』の優劣をめぐる意見の不一致がもとで争い始め、たもとを分かつことになったのである。
さらにセローフのオペラ『ユディト』をバラキレフ・グループが攻撃したことで、両者の不和は決定的となった。「力強い一団（ロシア5人組）」という表現を茶化し、バラキレフ・グループの蔑視的な呼称として用いて広めたのはセローフである。

## ロシア初のワーグナー支持者
当時のロシアでは、ワーグナーは新奇な理論を振りかざす亡命者、あるいは危険な政治犯として論じられることはあっても、音楽そのものは知られておらず、帝室支配下の劇場での斬新なオペラ上演は問題外だった。
セローフは1858年にドレスデンでワーグナーのオペラ『タンホイザー』の上演に接して以来、ワーグナーの擁護者となる。
すでに述べたように、1863年のワーグナーのサンクトペテルブルク訪問時をはじめ、1868年にはワーグナーのオペラ『ローエングリン』を上演するなど、ワーグナー作品のロシアでの普及に尽力した。

## 作品
オペラ『ユディト』
全5幕。1861年から1862年にかけて作曲、1863年にマリインスキー劇場で初演。イタリアの劇作家パオロ・ジャコメッティ(en:Paolo Giacometti)の同名戯曲に基づく。
オペラ 『ログネーダ』
全5幕。台本はドミトリー・アヴェルキエフ。1863年から1865年にかけて作曲し、同年マリインスキー劇場で初演。
初演そのものは成功したが、西欧音楽とりわけマイアベーアの模倣を指摘する批評があり、サンクトペテルブルクの音楽界に論争を巻き起こした。
オペラ『悪魔の力』
全5幕。アレクサンドル・オストロフスキーの戯曲『望むほどには生きられぬ』に基づく。
スコアの主要部分は1867年から1868年にかけて作曲されたものの、未完のままセローフは1871年に没した。作曲者の死後、第5幕はセローフ夫人ヴァレンチナ・セーロヴァとニコライ・ソロヴィヨフ(en:Nicolai Soloviev)によって完成され、1871年4月マリインスキー劇場でエドゥアルド・ナープラヴニークの指揮によって初演された。
ロシアの謝肉祭であるマースレニツァの風俗や世俗的な描写が豊かであり、なかでも「エリョームカの歌」はバス歌手フョードル・シャリアピンが得意とした。